# Italo Svevo
Aron Hector Schmitz, ismertebb nevén Italo Svevo (Trieszt, 1861. december 19. – Motta di Livenza, 1928. szeptember 13.) olasz író, üzletember, regényíró, dráma- és novellaíró.
Az ír regényíró és költő, James Joyce közeli barátja, Svevo a lélektani regény úttörőjének számított Olaszországban, és legismertebb klasszikus modernista regénye, a La coscienza di Zeno (1923), amely alkotás mély hatást gyakorolt a mozgalomra. Steno Tedeschi olasz akadémikus unokatestvére volt.

## Élete
Triesztben (akkor Osztrák Császárság, 1867 után Osztrák–Magyar Monarchia) született Aron Ettore Schmitz néven zsidó német apától és olasz anyától. Svevo hét gyermek egyike volt, és gyermekkorától kezdve az irodalom iránti szenvedélyben nőtt fel. kor, Goethét, Schillert, Shakespeare-t, valamint a francia és orosz irodalom klasszikusait olvasta.
Svevo az Osztrák-Magyar Birodalom polgára volt az első világháború végéig. Második nyelvként beszélt olaszul (általában a trieszti dialektust beszélte). Apja germanofon felmenőinek köszönhetően testvéreivel a németországi Würzburg melletti bentlakásos iskolába került, ahol folyékonyan tanult meg németül.
Miután 1880-ban visszatért Triesztbe, Svevo további két évig folytatta tanulmányait az Istituto Revoltellában, majd kénytelen volt pénzügyi felelősséget vállalni, amikor apja csődöt jelentett, miután egykori sikeres üvegáru-üzlete kudarcot vallott. Ez a 20 éves banktisztviselői időszak a bécsi Unionbanknál ihletet adott első, Una vita (1892) című regényéhez.
A banknál eltöltött ideje alatt Svevo közreműködött a L'Indipendente olasz nyelvű szocialista kiadványban, és színdarabokat kezdett írni (amit ritkán fejezett be), mielőtt 1887-ben elkezdett dolgozni az Una vita-n. Svevo a humanista és demokratikus szocializmushoz ragaszkodott, amely a háború után a pacifizmusra és az európai gazdasági unió támogatására késztette.
Szülei halála után Svevo 1896-ban polgári szertartás keretében feleségül vette unokatestvérét, Livia Venezianit. Nem sokkal ezután Livia meggyőzte őt, hogy térjen át katolikus hitre és vegyen részt egy vallási esküvőn (valószínűleg egy aggasztó terhesség után). Személy szerint azonban Svevo ateista volt. Gazdag apósa partnere lett annak festéküzletében, amely a haditengerészeti hadihajókon használt ipari festék gyártására szakosodott. Sikeres lett az üzlet fejlesztésében, majd franciaországi és németországi utazásai után a cég angliai fióktelepét hozta létre.

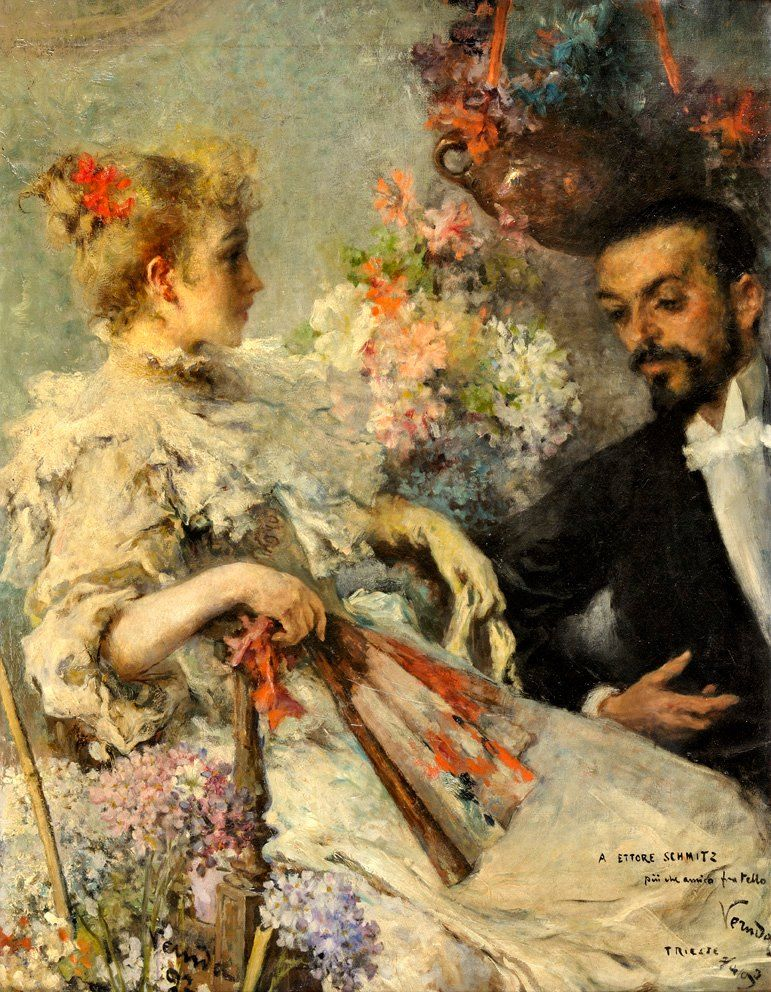
Az író és nővére Hortense portréja, Umberto Veruda osztrák-olasz festő munkája.

Svevo élete egy részét Charltonban, Délkelet-Londonban élte le, miközben egy családi cégnél dolgozott. Ezt az időszakot dokumentálta a feleségéhez írt leveleiben, amelyek rávilágítottak az Edward korabeli Angliában tapasztalt kulturális különbségekre. Régi otthonán, a Charlton Church Lane 67. szám alatt, most kék emléktábla látható.

## Írói pályafutása
Svevo először 1880-ban kezdett el novellákat írni. Első regényének, az Una vita-nak 1892-ben való megjelentetéséhez felvette az "Italo Svevo" (szó szerint "Italus, a sváb") álnevet. A regény nem aratott sikert.
Második regényét, a Senilità-t (1898) szintén rosszul fogadták. 1919-ben kezdett el dolgozni a La coscienza di Zeno-n.

### Zeno tudata
1923-ban Italo Svevo kiadta a La coscienza di Zeno című pszichológiai regényt. A mű, amely a szerző érdeklődését mutatja Sigmund Freud elméletei iránt, Zeno Cosini emlékiratai formájában íródott, aki pszichoanalitikusa kérésére írja meg azokat. Svevo regénye akkoriban szinte semmilyen figyelmet nem kapott az olasz olvasóktól és kritikusoktól.
A mű teljesen eltűnhetett volna, ha nem lennének James Joyce erőfeszítései. Joyce 1907-ben találkozott Svevóval, akkor Joyce angolul tanította, miközben a trieszti Berlitznél dolgozott. Joyce elolvasta Svevo korábbi regényeit, az Una vita-t és a Senilità-t.
Joyce támogatta a Zeno’s Conscience-t, segített franciára lefordítani, majd Párizsban kiadni, ahol a kritikusok pazarul dicsérték. Ez vezette az olasz kritikusokat, köztük Eugenio Montale-t, hogy felfedezzék. Zeno Cosini, a könyv hőse és megbízhatatlan narrátora magát Svevót tükrözte, egy üzletembert, akit lenyűgözött a freudi elmélet. Svevo modellje volt Leopold Bloomnak is, Joyce Ulysses című alapregénye főszereplőjének.
A Zeno’s Conscience soha nem tekint túl Trieszt szűk határain, hasonlóan Joyce munkásságához, amely ritkán hagyta el Dublint Írország Egyesült Királyság részeként való utolsó éveiben. Svevo gyakran gunyoros szellemességgel tett megfigyeléseket Triesztről, és különösen hőséről, egy közömbös férfiról, aki megcsalja feleségét, hazudik pszichoanalitikusának, és emlékei felidézésével próbálja megmagyarázni magát pszichoanalitikusának.
Végső kapcsolat van Svevo és Cosini karakter között. Cosini pszichoanalízist keresett, elmondása szerint azért, hogy kiderítse, miért volt nikotinfüggő. Ahogy Svevo emlékirataiban elárulja, minden alkalommal, amikor abbahagyta a dohányzást, azzal a kemény elhatározással, hogy ez lesz az ”ultima sigaretta!”, átélte azt a felpezsdítő érzést, hogy most újrakezdheti az életet régi szokásainak és hibáinak terhe nélkül. Ez az érzés azonban olyan erős volt, hogy ellenállhatatlannak találta a dohányzást, már csak azért is, hogy újra abbahagyhassa, hogy újra átélje azt az izgalmat.

## Halála
Miután súlyos autóbalesetet szenvedett, a Motta di Livenza-i kórházba szállították, ahol gyorsan megromlott az egészsége. A halál közeledtével cigarettát kért egyik látogatójától. Megtagadták. Svevo azt válaszolta: „Ez lett volna az utolsó.” Aznap délután meghalt.

## Öröksége

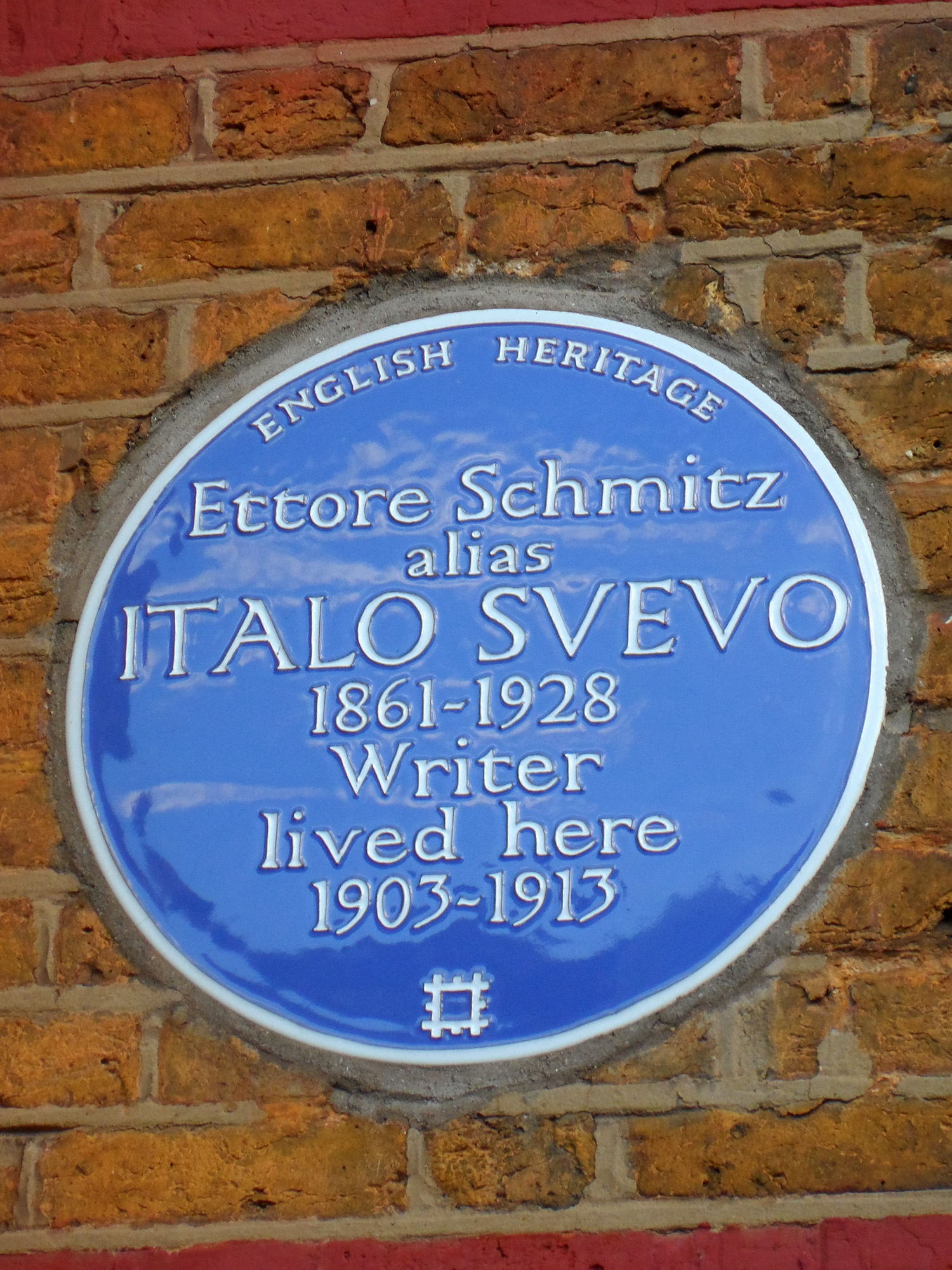
Kék tábla: 67 Charlton Church Lane, Charlton, London SE7 7AB, London Borough of Greenwich

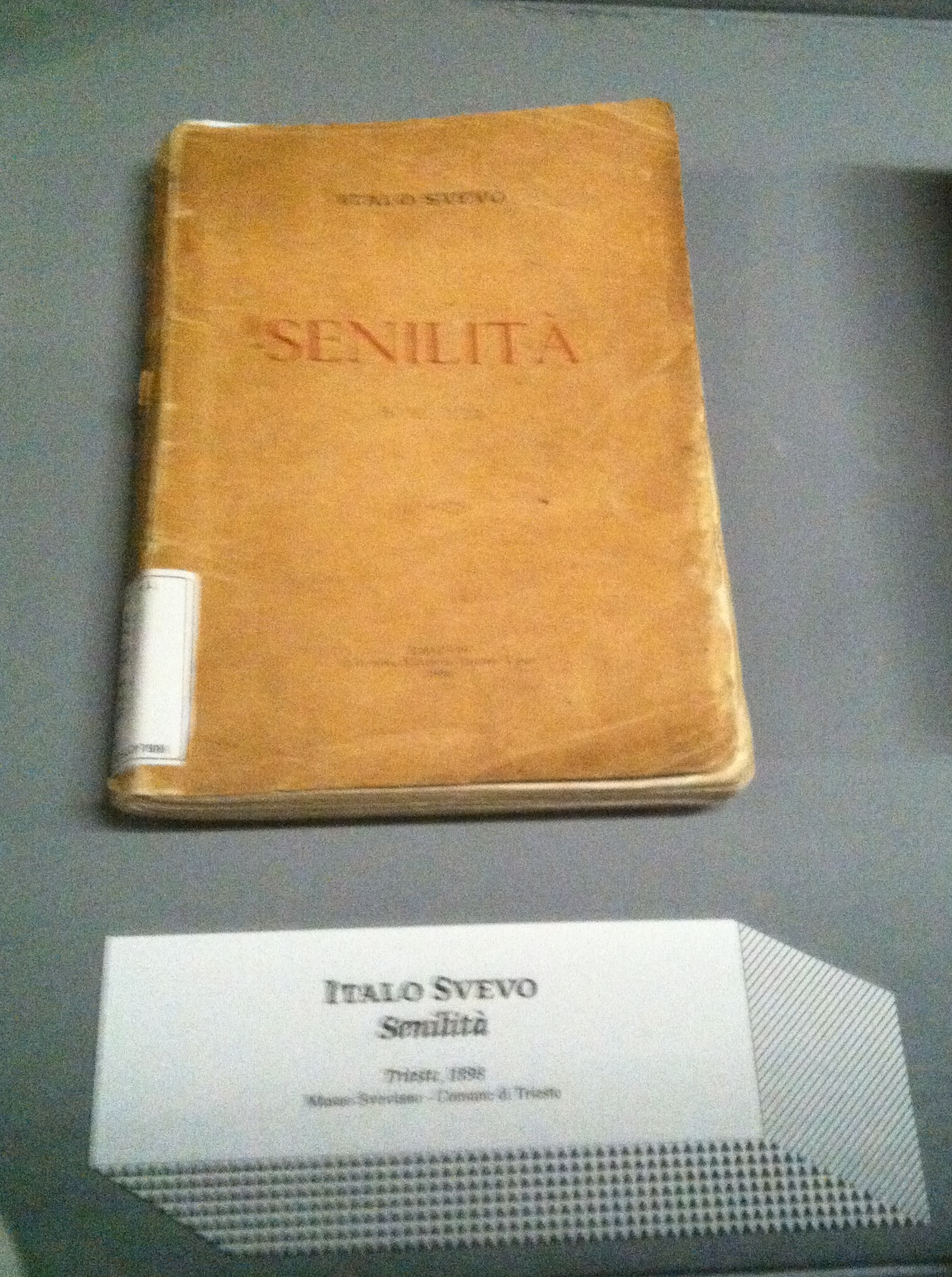
A Senilità első kiadása

Svevo Luigi Pirandellóval együtt a 20. század eleji olasz irodalom kiemelkedő alakjának számít, és jelentős hatást gyakorolt az ország későbbi írói nemzedékeire.
Bár csak élete végén ismerték el irodalmi eredményeit, Svevo-t Olaszország egyik legjobb írójaként ünneplik, különösen szülővárosában, Triesztben, és a Természettudományi Múzeum előtt szobrot emeltek a tiszteletére.
Róla nevezték el a következőket:
- Istituto Comprensivo Italo Svevo Triesztben, Olaszországban
- Liceo Italo Svevo(wd) Kölnben, Németországban

## Művei
Regények
- Una vita (1892)
- Senilità (1898)
- La coscienza di Zeno (1923)

Novellák
- La novella del buon vecchio e della bella fanciulla (1926)
- Una burla riuscita (1926)
- La novella del buon vecchio e della bella fanciulla, e altre prose inedite e postume (1929, posztumusz)
- Corto viaggio sentimentale e altri racconti inediti (1949, posztumusz)

Egyéb
- Saggi e pagine sparse (1954, posztumusz)
- Commedie (1960, posztumusz)
- Lettere (1966, posztumusz)
- Further Confessions of Zeno (1969, posztumusz)
- A Very Old Man: Stories (2022, posztumusz)

## Magyarul megjelent
- A vénülés évei (Senilità) – Kriterion, Bukarest, 1976 · ISBN 963-07-0510-9 · Fordította: Lontay László, Telegdi Polgár István
- Zeno tudata (La coscienza di Zeno) – Európa, Budapest, 2008 · ISBN 9789630784658 · Fordította: Telegdi Polgár István

## Fordítás
- Ez a szócikk részben vagy egészben  az   Italo Svevo című angol Wikipédia-szócikk fordításán alapul.  Az eredeti cikk szerkesztőit annak laptörténete sorolja fel. Ez a jelzés csupán a megfogalmazás eredetét és a szerzői jogokat jelzi, nem szolgál a cikkben szereplő információk forrásmegjelöléseként.